# Эверт, Николай Аполлонович
Николай Аполлонович Эверт (1878—1915) — русский военный деятель, полковник (1915; посмертно), погиб в бою. Герой Первой мировой войны.

## Биография
Православный. Происходил из потомственных дворян. Сын генерал-лейтенанта Аполлона Ермолаевича Эверта. Уроженец Сырдарьинской области.
Окончил 2-й Оренбургский кадетский корпус (1899) и Александровское военное училище (1901), откуда выпущен был подпоручиком во 2-й Закаспийский стрелковый батальон.
20 ноября 1904 года произведен в поручики, 3 августа 1905 года переведен в 168-й пехотный Миргородский полк. 10 октября 1908 года произведен в штабс-капитаны. 30 октября 1909 года переведен в Киевское военное училище младшим офицером, 21 сентября 1911 года зачислен по гвардейской пехоте. 6 декабря 1913 года произведен в капитаны. 15 июля 1914 года переведен во 2-е Киевское военное училище ротным командиром.

С началом Первой мировой войны, 26 октября 1914 года переведен в 138-й пехотный Болховский полк подполковником. Высочайшим приказом от 2 июня 1915 года награждён Георгиевским оружием: 
За то, что в боях с 11 по 12 декабря 1914 года у деревни Семпихово, командуя частью полка численностью более батальона, под пулемётным огнём довёл её до удара в штыки, был ранен, но остался в строю, удержав стратегически важный район деревни Семпихово–Боровины

Высочайшим приказом от 1 марта 1916 года награждён орденом Святого Георгия 4-й степени: 
За то, что 15 июля 1915 года при обороне позиции на р. Буг близ м. Камионка, не смотря на отход под натиском превосходных сил противника соседних частей, не только удержал вверенный ему участок позиции, но своей стойкостью и своевременно предпринятой под личной командой контр-атакой вызвал отступление противника по всему фронта отряда. При совершении этого подвига пал смертью храбрых
Тело полковника Эверта было доставлено в Киев 26 июля, на станции его встречали воспитанники 1-го и 2-го Киевских военных училищ, во главе с начальниками училищ генералами Калачевым и Гавриловым, погребение состоялось позднее на Аскольдовой могиле.
Высочайшим приказом от 29 августа 1915 года был исключён из списков убитым в бою с неприятелем. 23 сентября 1915 года посмертно произведён в полковники «за отличия в делах против неприятеля».

## Награды
- Орден Святого Станислава 3-й степени (ВП 08.04.1907)
- Орден Святой Анны 3-й степени (ВП 06.12.1910)
- Орден Святого Станислава 2-й степени с мечами (ВП 06.12.1913, мечи к ордену — ВП 19.04.1916)
- Орден Святой Анны 2-й степени (ВП 19.01.1915)
- Орден Святого Владимира 4-й степени с мечами и бантом (ВП 14.05.1915)[10]
- Георгиевское оружие (ВП 02.06.1915)
- Орден Святого Георгия 4-й степени (ВП 01.03.1916)